# Штейнбух, Карл
Карл Штейнбух (нем. Karl Steinbuch; 15 июня 1917 — 4 июня 2005) — немецкий учёный, кибернетик, электротехник, один из основателей информатики (нем. Informatik) и наиболее влиятельный исследователь в области этой науки в Германии. Является разработчиком одной из ранних моделей искусственных нейронных сетей, так называемой «обучаемой матрицы». Штейнбух также писал о влиянии на общество новых средств информации.

## Биография
Учился в Штутгартском университете, где в 1944 году получил степень доктора философии по физике.
С 1948 по 1958 год работал в Standard Elektrik Lorenz, зарегистрировал более 70 патентов. Там был разработан транзисторный компьютер ER 56.
С 1958 по 1980 — профессор и директор института The Institute for Information Processing Technologies в Университете Карлсруэ.

## Награды и признание
- 1975 — Konrad Adenauer Prize[англ.].
- 1981 — Орден Заслуг (Баден-Вюртемберг)[9].
- В 2004 году была учреждена стипендия Karl-Steinbuch-Stipendium[нем.].
- В 2008 году в его честь был назван Steinbuch Centre for Computing.

## Книги
- 1957 — Informatik: Automatische Informationsverarbeitung («Informatics: automatic information processing»).
- 1961 — Automat und Mensch. Über menschliche und maschinelle Intelligenz, Springer
- 1963 — Learning matrices and their applications (together with U. A. W. Piske)
- 1965 — A critical comparison of two kinds of adaptive classification networks (together with Bernard Widrow[англ.])
- 1966 (1969) — Die informierte Gesellschaft. Geschichte und Zukunft der Nachrichtentechnik (The informed society. History and Future of telecommunications)
- 1968 — Falsch programmiert. Über das Versagen unserer Gesellschaft in der Gegenwart und vor der Zukunft und was eigentlich geschehen müßte. (as a bestseller listet in: Der Spiegel) (Programmed falsely. About our society’s failure in the present and with respect to the future and what should be done.)
- 1969 — Programm 2000. (as a bestseller listet in: Der Spiegel)
- 1971 — Automat und Mensch. Auf dem Weg zu einer kybernetischen Anthropologie (Machine and Man. On the way to a cybernetic anthropology; 4th revised edition)
- 1971 — Mensch Technik Zukunft. Probleme von Morgen (German non-fiction book award) (Man Technology Future. Problems of Tomorrow)